# Gintautas Abarius
Gintautas ‚Gintas‘ Abarius (russisch Гинтаутас Абарюс; * 28. März 1959 in Vilnius, Litauische Sozialistische Sowjetrepublik, Sowjetunion; † 11. August 2010 in Raleigh, North Carolina, Vereinigte Staaten) war ein litauischer Pianist.

## Leben
Seine Eltern waren der Komponist und Professor Lionginas Abarius und seine Frau Irena. Er hatte eine Schwester, Daina. Gintautas Abarius begann mit vier Jahren, Akkordeon und mit fünf Jahren Klavier zu spielen. An der Nationalen Mikalojus-Konstantinas-Čiurlionis-Kunstschule belegte er Kurse in Komposition und Jazzgeschichte. Er bewunderte zu dieser Zeit zunächst Rockmusik, aber eine Aufnahme mit Oscar Peterson weckte sein Interesse am Jazz. Ab 1977 studierte er klassisches Klavier und Komposition an der Litauischen Musikakademie. Er war in der Klavierklasse von Jurgis Karnavičius. 1983 wurde er graduiert. 1978 gründete er ein Trio, das mit wechselnder Besetzung bis 1994 bestand. In den 1980ern leitete er die Fusion-Band Jazz Archiv. Beim Bühnenkünstlerwettbewerb 1987 in Moskau gewann sein Jazzquartett den Hauptpreis.
1992 hörte er auf, öffentlich aufzutreten, obwohl das Trio noch zwei weitere Jahre spielte. Abarius spielt weitere Tasteninstrumente und komponiert. Er war mehrere Jahre Konzertmeister an der Vilnius B. Dvarionas Musikschule. Seit 1999 lebte er in den Vereinigten Staaten. Er gab wieder Konzerte mit dem Jazztrio Baltic Avenue, organisierte Meisterkurse, gab Konzerte in Europa, Nordamerika und Afrika und nahm an diversen Jazzfestivals teil.
Abarius erkrankte an Kehlkopfkrebs und verstarb nach fünfjähriger Krankheit am 11. August 2010 in Raleigh North Carolina in den Vereinigten Staaten. Seine Asche wurde nach Litauen überführt und in Vilnius nach einem Gedenkgottesdienst in der Katharinenkirche und einer feierlichen Prozession auf dem Friedhof Antakalnis beigesetzt. Gemeinsam mit seiner Frau Violeta hatte er zwei Kinder, David und Silvija.

## Werke (Auswahl)
- Jazzmesse für Solisten, Chor und Orchester, 1991

Daneben komponierte er diverse Jazzkompositionen, Unterhaltungsmusik, Kammermusik, Musik für Bühne und Film, Lieder für Kinder und  Kirchenmusik.

## Diskographie (Auswahl)
- Jazz Monografijos, 1988
- Reminiscense Blues, 1989
- Новое Поколение [Neue Generation], 1995
- Za Vsio Zaplacheno, 1996
- Lietuvos Džiazas [Litauischer Jazz] 1980-1990, 2005
- Gates of Joy, (Džiaugsmo Vartai), 2008
- Quietness and Trust, 2009
- Покайса Братба
- Вернис К Иисусу